# Vilșanka, Jașkiv
Vilșanka (în ucraineană Вільшанка) este o comună în raionul Jașkiv, regiunea Cerkasî, Ucraina, formată numai din satul de reședință.

## Demografie
Componența lingvistică a comunei Vilșanka
     Ucraineană (97,44%)
     Rusă (1,99%)
     Alte limbi (0,57%)
Conform recensământului din 2001, majoritatea populației comunei Vilșanka era vorbitoare de ucraineană (97,44%), existând în minoritate și vorbitori de rusă (1,99%).